# Хабнарфјердир
Хабнарфјердир (исл. Hafnarfjörður) је лучки град и седиште истоимене општине на југозападној обали Исланда, на око 10 км јужно од главног града државе Рејкјавика.
Трећи је по величини град на Исланду, након Рејкјавика и Коупавогира, и у њему је 2011. живело 26.099 становника. 
На око 2 км изван града налази се велики алуминијски комбинат. Град је познат по фестивали посвећеном Викинзима, а због бројних рокенрол бендова који делују у њему називају га и рокенрол престоницом Исланда.